# Лахома (річка)
Лахома – річка в Росії, протікає в Краснобірському районі Архангельської області. Гирло річки знаходиться за 19 км на правому березі річки Уфтюга. Довжина річки складає 120 км  . Площа водозбірного басейну – 1580 км².

## Притоки
- 7 км: річка Єдма
- 9 км: річка Ваймога (Воймис, Вайміра)
- 14 км: річка Соймога (Саймога, Сангома)
- 19 км: потік Верхня Ванда
- 45 км: річка Лема
- 47 км: річка Павлова
- 62 км: річка Суха
- 63 км: річка Пургал
- 80 км: річка Юрмус

## Дані водного реєстру
За даними державного водного реєстру Росії відноситься до Двінсько-Печорського басейнового округу, водогосподарська ділянка річки – Північна Двіна від впадання річки Вичегда до впадання річки Вага, річковий підбасейн річки–- Північна Двіна нижче місця злиття Вичегди і Малої Північної Двіни. Річковий басейн річки – Північна Двіна  .
Код об'єкта в державному водному реєстрі - 03020300112103000026213  .